# So Happy It Hurts Tour
So Happy It Hurts Tour è il tour mondiale a supporto dell'album So Happy It Hurts del cantante rock canadese Bryan Adams.

## Storia

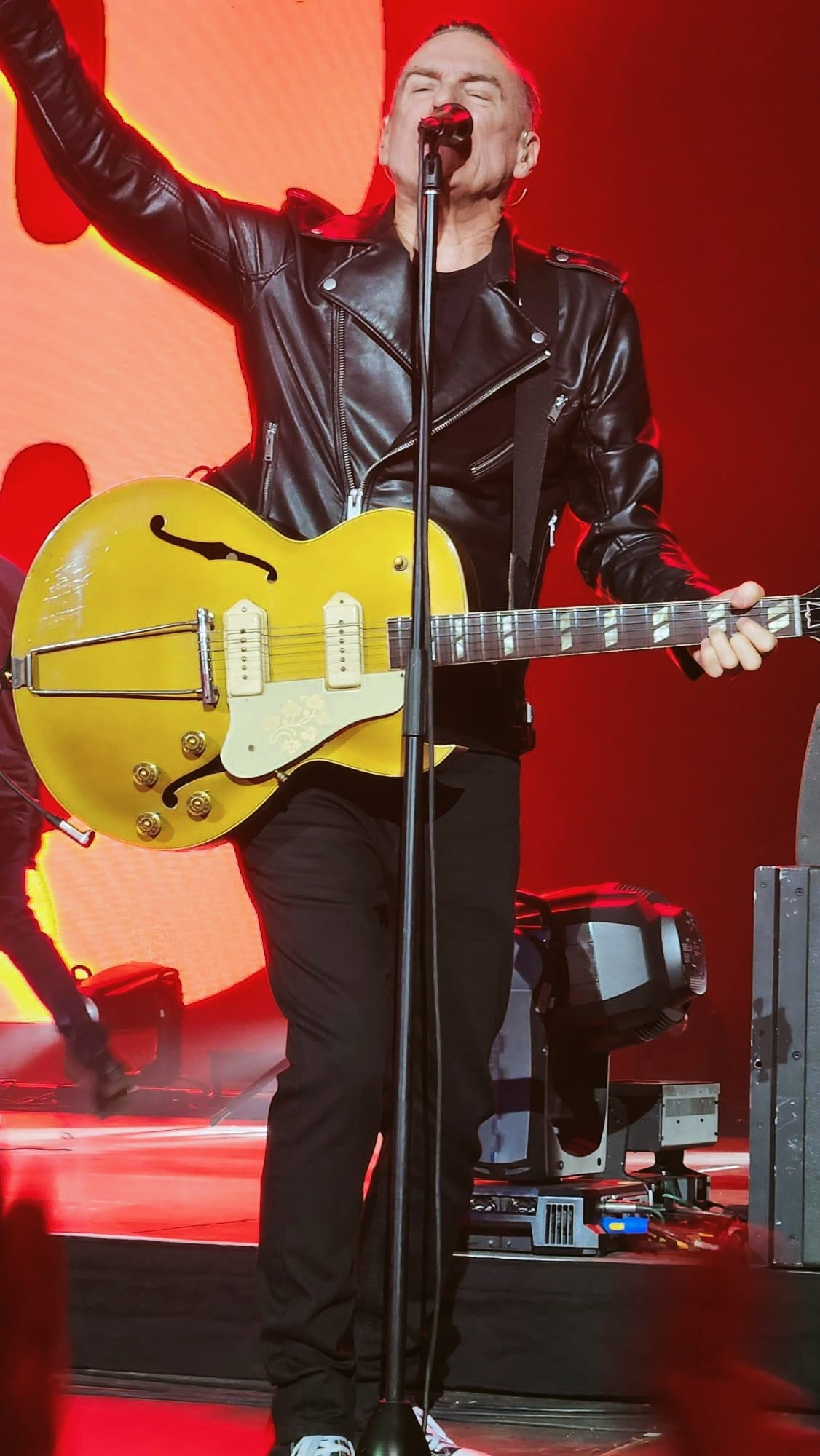
Adams in concerto a Praga, 2023

Il 29 gennaio 2022, presso la Multiusos Arena di Porto, ha preso il via il tour in Europa. Il tour ha toccato diverse nazioni europee, da fine agosto a novembre ha svolto 26 date in Canada per poi tornare in Europa per 15 date. Il tour 2022 si è concluso presso la The O2 Arena di Londra.
A Novembre 2022 ha annunciato 9 date nel Sud-est asiatico, sui suoi profili social, il So Happy It Hurts 2023 Tour to South East Asia tocca città come Seul, Tokyo, Kuala Lumpur, Bangkok e altre città.
Il 31 gennaio 2023, si esibito nel programma televisivo The Tonight Show Starring Jimmy Fallon, Adams ha annunciato il suo So Happy It Hurts Tour del 2023 negli Stati Uniti d'America,  come special guest il gruppo Joan Jett and the Blackhearts. Il tour si svolgerà in 26 città degli Stati Uniti, con tappe a New York, Boston, Detroit,  Denver, Tampa, Phoenix, San Francisco e altre ancora. Il tour avrà inizio il 6 giugno a Baltimora alla CFG Bank Arena e si concluderà giovedì 3 agosto a Seattle alla Climate Pledge Arena.
Il tour mondiale prosegue nel 2024 con inizio a gennaio negli Stati Uniti d'America e Messico, per puoi proseguire in Europa settentrionale, Regno Unito e Irlanda a maggio e giugno. Dal fine settembre a fine novembre il tour prosegue in Europa. Il 2024 si conclude con il tour in India e Emirati Arabi Uniti.
Il tour si conclude a inizio 2025, con date in Spagna a gennaio, per poi concludersi a febbraio in Nuova Zelanda e Australia con special guest James Arthur.

## La scaletta
Di seguito la scaletta della data presso la The O2 Arena, Londra (14 dicembre 2022) e potrebbe non essere rappresentativa di tutte le canzoni eseguite nel corso del tour.
1. Kick Ass
2. Can't Stop This Thing We Started
3. Somebody
4. One Night Love Affair
5. Shine a Light
6. Heaven
7. Go Down Rockin'
8. It's Only Love
9. You Belong To Me
10. I've Been Looking for You
11. The Only Thing That Looks Good on Me Is You
12. Here I Am
13. When You're Gone
14. (Everything I Do) I Do It for You
15. Back to You
16. These Are the Moments That Make Up My Life
17. 18 Til I Die
18. Summer of '69
19. Take Me Back *
20. On a Day Like Today *
21. Rebel *
22. Please Forgive Me *
23. Cuts Like a Knife
24. So Happy It Hurts
25. Run to You
26. Can't Take My Eyes Off You (Frankie Valli cover)
27. Straight From The Heart
28. All for Love
29. Christmas Time

(* canzone a richiesta dal pubblico)

## Band di supporto
Dal 30 settembre 2024, Adams si alterna al basso, alla chitarra elettrica e acustica.
- Bryan Adams – Chitarra, Basso, Cantante
- Keith Scott – Chitarra
- Pat Steward – Batteria
- Gary Breit – Tastiere

Ex-collaboratori:
- Solomon Walker – Basso

### Altri musicisti
- 15 giugno 2023: Paul Sidoti – Chitarra elettrica
- 3 luglio 2023: Brian Setzer – Voce, Chitarra elettrica
- 12 novembre 2024: Luna La Hera  – Chitarra flamenca

## Artisti d'apertura
La seguente lista rappresenta gli artisti d'apertura il numero di date e il luogo in ordine cronologico.
- Joan Jett and the Blackhearts = 26 (Stati Uniti 2023)[16]
- Soul Asylum = 1 (Stati Uniti 2023)[17]
- Eurythmics Songbook di David A. Stewart = 18 (Stati Uniti 2024)[12]
- Believen = 2 (Messico 2024)
- Seraina Telli = 1 (Svizzera 2024)
- Cassyette = 4 (Regno Unito 2024)
- Vivas = 4 (Regno Unito 2024)
- Rocketsmith = 1 (Regno Unito 2024)
- The Sheepdogs = 4 (Canada 2024)
- Anastacia = 1 (Emirati Arabi Uniti 2024)
- James Arthur = 10 (Germania 2024)/(Nuova Zelanda-Australia 2025)

## Tappe del Tour
Di seguito le tappe del So Happy It Hurts Tour.
- Europe Tour 2022
- UK & IE Tour 2022
- Canada Tour 2022
- South ast. ASIA Tour 2023
- USA Tour 2023
- Western Canada Tour 2023
- South Africa Tour 2023
- East Europe Tour 2023
- USA & Messico Tour 2024
- North Europe Tour 2024
- UK & IE Tour 2024
- Europe Tour 2024
- India Tour 2024
- New Zealand / Australia 2025

## Date del tour
| Numero | Data       | Luogo                              | Bandiera                                             | Nazione               | Pubblico | Incasso |
| ------ | ---------- | ---------------------------------- | ---------------------------------------------------- | --------------------- | -------- | ------- |
| 1      | 29/01/2022 | Multiusos, Porto                   | Portogallo (bandiera)                                | Portogallo            |          |         |
| 2      | 30/01/2022 | Altice Arena, Lisbona              | Portogallo (bandiera)                                | Portogallo            |          |         |
| 3      | 1/02/2022  | WiZink Center, Madrid              | Spagna (bandiera)                                    | Spagna                |          |         |
| 4      | 2/02/2022  | Palau Sant Jordi, Barcellona       | Spagna (bandiera)                                    | Spagna                |          |         |
| 5      | 4/02/2022  | Arena Geneva, Ginevra              | Svizzera (bandiera)                                  | Svizzera              |          |         |
| 6      | 5/02/2022  | Hallenstadion, Zurigo              | Svizzera (bandiera)                                  | Svizzera              |          |         |
| 7      | 19/04/2022 | DNB Arena, Stavanger               | Norvegia (bandiera)                                  | Norvegia              |          |         |
| 8      | 20/04/2022 | Oslo Spektrum, Oslo                | Norvegia (bandiera)                                  | Norvegia              |          |         |
| 9      | 21/04/2022 | Globen, Stoccolma                  | Svezia (bandiera)                                    | Svezia                |          |         |
| 10     | 22/04/2022 | Malmö Arena, Malmö                 | Svezia (bandiera)                                    | Svezia                |          |         |
| 11     | 24/04/2022 | Scandinavium, Göteborg             | Svezia (bandiera)                                    | Svezia                |          |         |
| 12     | 26/04/2022 | Forum Copenhagen, Copenaghen       | Danimarca (bandiera)                                 | Danimarca             |          |         |
| 13     | 27/04/2022 | Forum Horsens, Horsens             | Danimarca (bandiera)                                 | Danimarca             |          |         |
| 14     | 28/04/2022 | Forum Horsens, Horsens             | Danimarca (bandiera)                                 | Danimarca             |          |         |
| 15     | 29/04/2022 | Spektrum, Vejle                    | Danimarca (bandiera)                                 | Danimarca             |          |         |
| 16     | 9/05/2022  | Royal Albert Hall, Londra          | Regno Unito (bandiera)                               | Regno Unito           |          |         |
| 17     | 10/05/2022 | Royal Albert Hall, Londra          | Regno Unito (bandiera)                               | Regno Unito           |          |         |
| 18     | 11/05/2022 | Royal Albert Hall, Londra          | Regno Unito (bandiera)                               | Regno Unito           |          |         |
| 19     | 13/05/2022 | Brighton Centre, Brighton          | Regno Unito (bandiera)                               | Regno Unito           |          |         |
| 20     | 14/05/2022 | RW Arena, Birmingham               | Regno Unito (bandiera)                               | Regno Unito           |          |         |
| 21     | 15/05/2022 | Motorpoint Arena, Nottingham       | Regno Unito (bandiera)                               | Regno Unito           |          |         |
| 22     | 17/05/2022 | Manchester Arena, Manchester       | Regno Unito (bandiera)                               | Regno Unito           |          |         |
| 23     | 18/05/2022 | M&S Bank Arena, Liverpool          | Regno Unito (bandiera)                               | Regno Unito           |          |         |
| 24     | 20/05/2022 | Utilita Arena, Newcastle           | Regno Unito (bandiera)                               | Regno Unito           |          |         |
| 25     | 22/05/2022 | P&J Live, Aberdeen                 | Scozia (bandiera) · Regno Unito (bandiera)           | Regno Unito           |          |         |
| 26     | 23/05/2022 | The SSE Hydro Arena, Glasgow       | Scozia (bandiera) · Regno Unito (bandiera)           | Regno Unito           |          |         |
| 27     | 25/05/2022 | Bonus Arena, Hull                  | Regno Unito (bandiera)                               | Regno Unito           |          |         |
| 28     | 29/05/2022 | The SSE Arena, Belfast             | Regno Unito (bandiera) · Irlanda del Nord (bandiera) | Irlanda del Nord      |          |         |
| 29     | 30/05/2022 | 3Arena, Dublino                    | Irlanda (bandiera)                                   | Irlanda               |          |         |
| 30     | 29/06/2022 | Eden Project, Cornovaglia          | Regno Unito (bandiera)                               | Regno Unito           |          |         |
| 31     | 1/07/2022  | Open Air Theatre, Scarborough      | Regno Unito (bandiera)                               | Regno Unito           |          |         |
| 32     | 2/07/2022  | Halton Stadium, Widnes             | Regno Unito (bandiera)                               | Regno Unito           |          |         |
| 33     | 3/07/2022  | Qeii Arena, Telford                | Regno Unito (bandiera)                               | Regno Unito           |          |         |
| 34     | 5/07/2022  | Durham Cricket Ground, Durham      | Regno Unito (bandiera)                               | Regno Unito           |          |         |
| 35     | 6/07/2022  | Floors Castle, Kelso               | Scozia (bandiera) · Regno Unito (bandiera)           | Regno Unito           |          |         |
| 36     | 8/07/2022  | Blickling Estate, Norwich          | Regno Unito (bandiera)                               | Regno Unito           |          |         |
| 37     | 9/07/2022  | Music Festival, Oxfordshire        | Regno Unito (bandiera)                               | Regno Unito           |          |         |
| 38     | 10/07/2022 | Harewood House, Leeds              | Regno Unito (bandiera)                               | Regno Unito           |          |         |
| 39     | 11/07/2022 | Castello di Cardiff, Cardiff       | Regno Unito (bandiera)                               | Regno Unito           |          |         |
| 40     | 14/07/2022 | Complexo Deportivo, Vigo           | Spagna (bandiera)                                    | Spagna                |          |         |
| 41     | 15/07/2022 | MEO Mares Vivas Festival, Porto    | Portogallo (bandiera)                                | Portogallo            |          |         |
| 42     | 17/07/2022 | Golf Course, Palma di Maiorca      | Spagna (bandiera)                                    | Spagna                |          |         |
| 43     | 19/07/2022 | Marina Sur, Valencia               | Spagna (bandiera)                                    | Spagna                |          |         |
| 44     | 22/07/2022 | Escénico Cubierto, Illescas        | Spagna (bandiera)                                    | Spagna                |          |         |
| 45     | 23/07/2022 | Concert Music Festival, Cadice     | Spagna (bandiera)                                    | Spagna                |          |         |
| 46     | 29/08/2022 | Omni Boston Hotel, Boston          | Stati Uniti (bandiera)                               | Stati Uniti d'America |          |         |
| 47     | 31/08/2022 | Credit Union Place, Summerside     | Canada (bandiera)                                    | Canada                |          |         |
| 48     | 1/09/2022  | Avenir Centre, Moncton             | Canada (bandiera)                                    | Canada                |          |         |
| 49     | 2/09/2022  | Centre 200, Sydney                 | Canada (bandiera)                                    | Canada                |          |         |
| 50     | 3/09/2022  | Scotiabank Centre, Halifax         | Canada (bandiera)                                    | Canada                |          |         |
| 51     | 6/09/2022  | TD Station, Saint John's           | Canada (bandiera)                                    | Canada                |          |         |
| 52     | 7/09/2022  | Cogeco, Trois-Rivières             | Canada (bandiera)                                    | Canada                |          |         |
| 53     | 9/09/2022  | Place Felivama, Alma               | Canada (bandiera)                                    | Canada                |          |         |
| 54     | 10/09/2022 | Centre Videotron, Québec           | Canada (bandiera)                                    | Canada                |          |         |
| 55     | 12/09/2022 | Centre Bell, Montréal              | Canada (bandiera)                                    | Canada                |          |         |
| 56     | 5/10/2022  | Scotiabank Arena, Toronto          | Canada (bandiera)                                    | Canada                |          |         |
| 57     | 7/10/2022  | Canadian Tire Centre, Ottawa       | Canada (bandiera)                                    | Canada                |          |         |
| 58     | 8/10/2022  | Leon's Centre, Kingston            | Canada (bandiera)                                    | Canada                |          |         |
| 59     | 11/10/2022 | Memorial Auditorium, Kitchener     | Canada (bandiera)                                    | Canada                |          |         |
| 60     | 12/10/2022 | Tribute Communities, Oshawa        | Canada (bandiera)                                    | Canada                |          |         |
| 61     | 14/10/2022 | Meridian Centre, St. Catharines    | Canada (bandiera)                                    | Canada                |          |         |
| 62     | 15/10/2022 | Budweiser Gardens, London          | Canada (bandiera)                                    | Canada                |          |         |
| 63     | 17/10/2022 | Community Arena, Sudbury           | Canada (bandiera)                                    | Canada                |          |         |
| 64     | 18/10/2022 | Memorial Centre, Peterborough      | Canada (bandiera)                                    | Canada                |          |         |
| 65     | 2/11/2022  | Canada Life Centre, Winnipeg       | Canada (bandiera)                                    | Canada                |          |         |
| 66     | 4/11/2022  | Brandt Centre, Regina              | Canada (bandiera)                                    | Canada                |          |         |
| 67     | 5/11/2022  | SaskTel Centre, Saskatoon          | Canada (bandiera)                                    | Canada                |          |         |
| 68     | 6/11/2022  | Rogers Place, Edmonton             | Canada (bandiera)                                    | Canada                |          |         |
| 69     | 9/11/2022  | Scotiabank Saddledome, Calgary     | Canada (bandiera)                                    | Canada                |          |         |
| 70     | 11/11/2022 | Prospera Place, Kelowna            | Canada (bandiera)                                    | Canada                |          |         |
| 71     | 12/11/2022 | Rogers Arena, Vancouver            | Canada (bandiera)                                    | Canada                |          |         |
| 72     | 23/11/2022 | Ziggo Dome, Amsterdam              | Paesi Bassi (bandiera)                               | Paesi Bassi           |          |         |
| 73     | 24/11/2022 | Lotto Arena, Anversa               | Belgio (bandiera)                                    | Belgio                |          |         |
| 74     | 26/11/2022 | SAP Arena, Mannheim                | Germania (bandiera)                                  | Germania              |          |         |
| 75     | 28/11/2022 | Mercedes-Benz Arena, Berlino       | Germania (bandiera)                                  | Germania              |          |         |
| 76     | 29/11/2022 | Olympiahalle, Monaco di Baviera    | Germania (bandiera)                                  | Germania              |          |         |
| 77     | 1/12/2022  | Olympiahalle, Innsbruck            | Austria (bandiera)                                   | Austria               |          |         |
| 78     | 3/12/2022  | Stadhalle, Vienna                  | Austria (bandiera)                                   | Austria               |          |         |
| 79     | 4/12/2022  | Stozice, Lubiana                   | Slovenia (bandiera)                                  | Slovenia              |          |         |
| 80     | 5/12/2022  | Zoppas Arena, Conegliano           | Italia (bandiera)                                    | Italia                |          |         |
| 81     | 6/12/2022  | PalaEur, Roma                      | Italia (bandiera)                                    | Italia                |          |         |
| 82     | 8/12/2022  | Nelson Mandela Forum, Firenze      | Italia (bandiera)                                    | Italia                |          |         |
| 83     | 10/12/2022 | Arena Nuremburger, Norimberga      | Germania (bandiera)                                  | Germania              |          |         |
| 84     | 11/12/2022 | Lanxess Arena, Colonia             | Germania (bandiera)                                  | Germania              |          |         |
| 85     | 12/12/2022 | Dôme de Paris, Parigi              | Francia (bandiera)                                   | Francia               |          |         |
| 86     | 14/12/2022 | The O2 Arena, Londra               | Regno Unito (bandiera)                               | Regno Unito           |          |         |
| 87     | 25/01/2023 | Encore Theater, Las Vegas          | Stati Uniti (bandiera)                               | Stati Uniti d'America |          |         |
| 88     | 27/01/2023 | Encore Theater, Las Vegas          | Stati Uniti (bandiera)                               | Stati Uniti d'America |          |         |
| 89     | 28/01/2023 | Encore Theater, Las Vegas          | Stati Uniti (bandiera)                               | Stati Uniti d'America |          |         |
| 90     | 1/02/2023  | Encore Theater, Las Vegas          | Stati Uniti (bandiera)                               | Stati Uniti d'America |          |         |
| 91     | 3/02/2023  | Encore Theater, Las Vegas          | Stati Uniti (bandiera)                               | Stati Uniti d'America |          |         |
| 92     | 4/02/2023  | Encore Theater, Las Vegas          | Stati Uniti (bandiera)                               | Stati Uniti d'America |          |         |
| 93     | 5/02/2023  | Encore Theater, Las Vegas          | Stati Uniti (bandiera)                               | Stati Uniti d'America |          |         |
| 94     | 2/03/2023  | SK Handball Arena, Seul            | Corea del Sud (bandiera)                             | Corea del Sud         |          |         |
| 95     | 4/03/2023  | Sun Plaza Hall, Sendai             | Giappone (bandiera)                                  | Giappone              |          |         |
| 96     | 6/03/2023  | Castle Hall, Osaka                 | Giappone (bandiera)                                  | Giappone              |          |         |
| 97     | 7/03/2023  | Nippon Budokan, Tokyo              | Giappone (bandiera)                                  | Giappone              |          |         |
| 98     | 8/03/2023  | Zepp Nagoya, Nagoya                | Giappone (bandiera)                                  | Giappone              |          |         |
| 99     | 11/03/2023 | Arena of Stars, Kuala Lumpur       | Malaysia (bandiera)                                  | Malaysia              |          |         |
| 100    | 13/03/2023 | The Star Theatre, Singapore        | Singapore (bandiera)                                 | Singapore             |          |         |
| 101    | 15/03/2023 | Araneta Coliseum, Manila           | Filippine (bandiera)                                 | Filippine             |          |         |
| 102    | 17/03/2023 | Royal Paragon Hall, Bangkok        | Thailandia (bandiera)                                | Thailandia            |          |         |
| 103    | 26/04/2023 | Pickering Casino, Pickering        | Canada (bandiera)                                    | Canada                |          |         |
| 104    | 28/04/2023 | Thunder Valley Casino, Lincoln     | Stati Uniti (bandiera)                               | Stati Uniti d'America |          |         |
| 105    | 29/04/2023 | Stagecoach Festival, Indio         | Stati Uniti (bandiera)                               | Stati Uniti d'America |          |         |
| 106    | 26/05/2023 | Indianapolis, Speedway             | Stati Uniti (bandiera)                               | Stati Uniti d'America |          |         |
| 107    | 6/06/2023  | CFG Bank Arena, Baltimora          | Stati Uniti (bandiera)                               | Stati Uniti d'America |          |         |
| 108    | 7/06/2023  | Wells Fargo Center, Filadelfia     | Stati Uniti (bandiera)                               | Stati Uniti d'America |          |         |
| 109    | 9/06/2023  | Madison Square Garden, New York    | Stati Uniti (bandiera)                               | Stati Uniti d'America |          |         |
| 110    | 10/06/2023 | TD Garden, Boston                  | Stati Uniti (bandiera)                               | Stati Uniti d'America |          |         |
| 111    | 11/06/2023 | Mohegan Sun Arena, Montville       | Stati Uniti (bandiera)                               | Stati Uniti d'America |          |         |
| 112    | 13/06/2023 | KeyBank Center, Buffalo            | Stati Uniti (bandiera)                               | Stati Uniti d'America |          |         |
| 113    | 14/06/2023 | Little Caesars Arena, Detroit      | Stati Uniti (bandiera)                               | Stati Uniti d'America |          |         |
| 114    | 15/06/2023 | Rocket Mortgage, Cleveland         | Stati Uniti (bandiera)                               | Stati Uniti d'America |          |         |
| 115    | 17/06/2023 | Bridgestone Arena, Nashville       | Stati Uniti (bandiera)                               | Stati Uniti d'America |          |         |
| 116    | 18/06/2023 | Gas South Arena, Duluth            | Stati Uniti (bandiera)                               | Stati Uniti d'America |          |         |
| 117    | 20/06/2023 | Hard Rock Live, Hollywood          | Stati Uniti (bandiera)                               | Stati Uniti d'America |          |         |
| 118    | 21/06/2023 | Amalie Arena, Tampa                | Stati Uniti (bandiera)                               | Stati Uniti d'America |          |         |
| 119    | 28/06/2023 | Smart Financial, Sugar Land        | Stati Uniti (bandiera)                               | Stati Uniti d'America |          |         |
| 120    | 29/06/2023 | Dickies Arena, Fort Worth          | Stati Uniti (bandiera)                               | Stati Uniti d'America |          |         |
| 121    | 1/07/2023  | Enterprise Center, Saint Louis     | Stati Uniti (bandiera)                               | Stati Uniti d'America |          |         |
| 122    | 2/07/2023  | Allstate Arena, Rosemont           | Stati Uniti (bandiera)                               | Stati Uniti d'America |          |         |
| 123    | 3/07/2023  | Xcel Energy Arena, Saint Paul      | Stati Uniti (bandiera)                               | Stati Uniti d'America |          |         |
| 124    | 6/07/2023  | Ball Arena, Denver                 | Stati Uniti (bandiera)                               | Stati Uniti d'America |          |         |
| 125    | 7/07/2023  | Maverik Center, Salt Lake City     | Stati Uniti (bandiera)                               | Stati Uniti d'America |          |         |
| 126    | 25/07/2023 | Phoenix Suns Arena, Phoenix        | Stati Uniti (bandiera)                               | Stati Uniti d'America |          |         |
| 127    | 28/07/2023 | Acrisure Arena, Palm Springs       | Stati Uniti (bandiera)                               | Stati Uniti d'America |          |         |
| 128    | 29/07/2023 | Kia Forum, Los Angeles             | Stati Uniti (bandiera)                               | Stati Uniti d'America |          |         |
| 129    | 30/07/2023 | Chase Center, San Francisco        | Stati Uniti (bandiera)                               | Stati Uniti d'America |          |         |
| 130    | 2/08/2023  | Veterans Coliseum, Portland        | Stati Uniti (bandiera)                               | Stati Uniti d'America |          |         |
| 131    | 3/08/2023  | Climate Pledge Arena, Seattle      | Stati Uniti (bandiera)                               | Stati Uniti d'America |          |         |
| 132    | 9/09/2023  | Save-On-Foods, Victoria            | Canada (bandiera)                                    | Canada                |          |         |
| 133    | 11/09/2023 | South Okanagan, Penticton          | Canada (bandiera)                                    | Canada                |          |         |
| 134    | 12/09/2023 | Sandman Centre, Kamloops           | Canada (bandiera)                                    | Canada                |          |         |
| 135    | 13/09/2023 | CN Centrer, Prince George          | Canada (bandiera)                                    | Canada                |          |         |
| 136    | 14/09/2023 | Revolution Place, Grande Prairie   | Canada (bandiera)                                    | Canada                |          |         |
| 137    | 16/09/2023 | Peavey Mart Centrium, Red Deer     | Canada (bandiera)                                    | Canada                |          |         |
| 138    | 17/09/2023 | Canalta Centre, Medicine Hat       | Canada (bandiera)                                    | Canada                |          |         |
| 139    | 4/11/2023  | Coca-Cola Arena, Dubai             | Emirati Arabi Uniti (bandiera)                       | Emirati Arabi Uniti   |          |         |
| 140    | 7/11/2023  | GrandWest, Città del Capo          | Sudafrica (bandiera)                                 | Sudafrica             |          |         |
| 141    | 8/11/2023  | GrandWest, Città del Capo          | Sudafrica (bandiera)                                 | Sudafrica             |          |         |
| 142    | 10/11/2023 | SunBet Arena, Pretoria             | Sudafrica (bandiera)                                 | Sudafrica             |          |         |
| 143    | 11/11/2023 | SunBet Arena, Pretoria             | Sudafrica (bandiera)                                 | Sudafrica             |          |         |
| 144    | 12/11/2023 | SunBet Arena, Pretoria             | Sudafrica (bandiera)                                 | Sudafrica             |          |         |
| 145    | 5/12/2023  | O.A.K.A., Atene                    | Grecia (bandiera)                                    | Grecia                |          |         |
| 146    | 7/12/2023  | PAOK Sports Arena, Salonicco       | Grecia (bandiera)                                    | Grecia                |          |         |
| 147    | 8/12/2023  | Arena Armeec, Sofia                | Bulgaria (bandiera)                                  | Bulgaria              |          |         |
| 148    | 12/12/2023 | Štark Arena, Belgrado              | Serbia (bandiera)                                    | Serbia                |          |         |
| 149    | 13/12/2023 | Arena Zagreb, Zagabria             | Croazia (bandiera)                                   | Croazia               |          |         |
| 150    | 14/12/2023 | Stadthalle Graz, Graz              | Austria (bandiera)                                   | Austria               |          |         |
| 151    | 16/12/2023 | O2 Arena, Praga                    | Rep. Ceca (bandiera)                                 | Repubblica Ceca       |          |         |
| 152    | 17/12/2023 | Ondrej Nepela Arena, Bratislava    | Slovacchia (bandiera)                                | Slovacchia            |          |         |
| 153    | 18/12/2023 | Gliwice Arena, Gliwice             | Polonia (bandiera)                                   | Polonia               |          |         |
| 154    | 20/1/2024  | First Interstate Arena, Billings   | Stati Uniti (bandiera)                               | Stati Uniti d'America |          |         |
| 155    | 21/1/2024  | Spokane Arena, Spokane             | Stati Uniti (bandiera)                               | Stati Uniti d'America |          |         |
| 156    | 23/1/2024  | Ford Idaho Center, Nampa           | Stati Uniti (bandiera)                               | Stati Uniti d'America |          |         |
| 157    | 24/1/2024  | Tahoe Center, Stateline            | Stati Uniti (bandiera)                               | Stati Uniti d'America |          |         |
| 158    | 26/1/2024  | SAP Center, San Jose               | Stati Uniti (bandiera)                               | Stati Uniti d'America |          |         |
| 159    | 28/1/2024  | Honda Center, Anaheim              | Stati Uniti (bandiera)                               | Stati Uniti d'America |          |         |
| 160    | 30/1/2024  | Don Haskins Center, El Paso        | Stati Uniti (bandiera)                               | Stati Uniti d'America |          |         |
| 161    | 1/2/2024   | Moody Center, Austin               | Stati Uniti (bandiera)                               | Stati Uniti d'America |          |         |
| 162    | 2/2/2024   | American Center, Corpus Christi    | Stati Uniti (bandiera)                               | Stati Uniti d'America |          |         |
| 163    | 3/2/2024   | Payne Arena, Hidalgo               | Stati Uniti (bandiera)                               | Stati Uniti d'America |          |         |
| 164    | 6/2/2024   | Arena Monterrey, Monterrey         | Messico (bandiera)                                   | Messico               |          |         |
| 165    | 8/2/2024   | Mexico Arena, Città del Messico    | Messico (bandiera)                                   | Messico               |          |         |
| 166    | 5/3/2024   | Jacksonville Arena                 | Stati Uniti (bandiera)                               | Stati Uniti d'America |          |         |
| 167    | 6/3/2024   | BB&T Center, Sunrise               | Stati Uniti (bandiera)                               | Stati Uniti d'America |          |         |
| 168    | 8/3/2024   | Addition Financial Arena, Orlando  | Stati Uniti (bandiera)                               | Stati Uniti d'America |          |         |
| 169    | 10/3/2024  | Spectrum Center, Charlotte         | Stati Uniti (bandiera)                               | Stati Uniti d'America |          |         |
| 170    | 12/3/2024  | Charleston, North Charleston       | Stati Uniti (bandiera)                               | Stati Uniti d'America |          |         |
| 171    | 13/3/2024  | EagleBank Arena, Fairfax           | Stati Uniti (bandiera)                               | Stati Uniti d'America |          |         |
| 172    | 15/3/2024  | PPG Paints Arena, Pittsburgh       | Stati Uniti (bandiera)                               | Stati Uniti d'America |          |         |
| 173    | 16/3/2024  | Prudential Center, Newark          | Stati Uniti (bandiera)                               | Stati Uniti d'America |          |         |
| 174    | 26/04/2024 | Scandinavium, Göteborg             | Svezia (bandiera)                                    | Svezia                |          |         |
| 175    | 27/04/2023 | Hovet, Stoccolma                   | Svezia (bandiera)                                    | Svezia                |          |         |
| 176    | 29/04/2024 | Oslo Spektrum, Oslo                | Norvegia (bandiera)                                  | Norvegia              |          |         |
| 177    | 1/05/2024  | Jyske Bank Arena, Odense           | Danimarca (bandiera)                                 | Danimarca             |          |         |
| 178    | 2/05/2024  | Royal Arena, Copenaghen            | Danimarca (bandiera)                                 | Danimarca             |          |         |
| 179    | 3/05/2024  | Jyske Bank Boxen, Herning          | Danimarca (bandiera)                                 | Danimarca             |          |         |
| 180    | 4/05/2024  | Jyske Bank Boxen, Herning          | Danimarca (bandiera)                                 | Danimarca             |          |         |
| 181    | 13/05/2024 | Royal Albert Hall, Londra          | Regno Unito (bandiera)                               | Regno Unito           |          |         |
| 182    | 14/05/2024 | Royal Albert Hall, Londra          | Regno Unito (bandiera)                               | Regno Unito           |          |         |
| 183    | 15/05/2024 | Royal Albert Hall, Londra          | Regno Unito (bandiera)                               | Regno Unito           |          |         |
| 184    | 17/05/2024 | City of Coventry Stadium, Coventry | Regno Unito (bandiera)                               | Regno Unito           |          |         |
| 185    | 18/05/2024 | Sheffield Arena, Sheffield         | Regno Unito (bandiera)                               | Regno Unito           |          |         |
| 186    | 19/05/2024 | Cardiff Arena, Cardiff             | Regno Unito (bandiera)                               | Regno Unito           |          |         |
| 187    | 21/05/2024 | 3Arena, Dublino                    | Irlanda (bandiera)                                   | Irlanda               |          |         |
| 188    | 22/05/2024 | The SSE Arena, Belfast             | Regno Unito (bandiera) · Irlanda del Nord (bandiera) | Irlanda del Nord      |          |         |
| 189    | 25/05/2024 | BCF Arena,Friburgo                 | Svizzera (bandiera)                                  | Svizzera              |          |         |
| 190    | 31/05/2024 | Massehalle,Erfurt                  | Germania (bandiera)                                  | Germania              |          |         |
| 191    | 1/06/2024  | EXPO-Plaza,Hannover                | Germania (bandiera)                                  | Germania              |          |         |
| 192    | 13/06/2024 | Dreamland Margate, Margate         | Regno Unito (bandiera)                               | Regno Unito           |          |         |
| 193    | 14/06/2024 | Plymouth Hoe, Plymouth             | Regno Unito (bandiera)                               | Regno Unito           |          |         |
| 194    | 16/06/2024 | Delamere Forest, Northwich         | Regno Unito (bandiera)                               | Regno Unito           |          |         |
| 195    | 18/06/2024 | Music Eisteddfod, Llangollen       | Regno Unito (bandiera)                               | Regno Unito           |          |         |
| 196    | 20/06/2024 | Thetford Forest, Brandon           | Regno Unito (bandiera)                               | Regno Unito           |          |         |
| 197    | 21/06/2024 | Dalby Forest, Pickering            | Regno Unito (bandiera)                               | Regno Unito           |          |         |
| 198    | 23/06/2024 | Piece Hall, Halifax                | Regno Unito (bandiera)                               | Regno Unito           |          |         |
| 199    | 26/06/2024 | Begenhus Festning,Bergen           | Norvegia (bandiera)                                  | Norvegia              |          |         |
| 200    | 27/06/2024 | By the Pond,Sandefjord             | Norvegia (bandiera)                                  | Norvegia              |          |         |
| 201    | 28/06/2024 | Tinderbox Festival,Odense          | Danimarca (bandiera)                                 | Danimarca             |          |         |
| 202    | 30/06/2024 | Dahls Arena,Trondheim              | Norvegia (bandiera)                                  | Norvegia              |          |         |
| 203    | 2/07/2024  | Nordlandshallen,Bodø               | Norvegia (bandiera)                                  | Norvegia              |          |         |
| 204    | 5/07/2024  | Nokia Arena, Tampere               | Finlandia (bandiera)                                 | Finlandia             |          |         |
| 205    | 7/07/2024  | Tartu Lauluväljak,Tartu            | Estonia (bandiera)                                   | Estonia               |          |         |
| 206    | 8/07/2024  | Arena Riga,Riga                    | Lettonia (bandiera)                                  | Lettonia              |          |         |
| 207    | 9/07/2024  | Kalnu Parkas,Vilnius               | Lituania (bandiera)                                  | Lituania              |          |         |
| 208    | 13/07/2024 | Rock The Park,London               | Canada (bandiera)                                    | Canada                |          |         |
| 209    | 2/08/2024  | Parc Beauséjour,Rimouski           | Canada (bandiera)                                    | Canada                |          |         |
| 210    | 4/08/2024  | Festival,Mani-Utenam               | Canada (bandiera)                                    | Canada                |          |         |
| 211    | 6/08/2024  | Rhythms Festival, Chicoutimi       | Canada (bandiera)                                    | Canada                |          |         |
| 212    | 7/08/2024  | Amphithéâtre,Joliette              | Canada (bandiera)                                    | Canada                |          |         |
| 213    | 9/08/2024  | Festival Osisko,Rouyn-Noranda      | Canada (bandiera)                                    | Canada                |          |         |
| 214    | 5/9/2024   | IFA Sommergarten, Berlino          | Germania (bandiera)                                  | Germania              |          |         |
| 215    | 7/9/2024   | Havířov Festival, Havířov          | Rep. Ceca (bandiera)                                 | Repubblica Ceca       |          |         |
| 216    | 30/9/2024  | Zenith,Parigi                      | Francia (bandiera)                                   | Francia               |          |         |
| 217    | 1/10/2024  | Rockhal, Esch-sur-Alzette          | Lussemburgo (bandiera)                               | Lussemburgo           |          |         |
| 218    | 3/10/2024  | Forest National,Bruxelles          | Belgio (bandiera)                                    | Belgio                |          |         |
| 219    | 4/10/2024  | Ahoy,Rotterdam                     | Paesi Bassi (bandiera)                               | Paesi Bassi           |          |         |
| 220    | 5/10/2024  | PSD Bank Dome,Düsseldorf           | Germania (bandiera)                                  | Germania              |          |         |
| 221    | 6/10/2024  | Barclays Arena,Amburgo             | Germania (bandiera)                                  | Germania              |          |         |
| 222    | 8/10/2024  | Festhalle,Francoforte              | Germania (bandiera)                                  | Germania              |          |         |
| 223    | 9/10/2024  | Hans Martin Halle,Stoccarda        | Germania (bandiera)                                  | Germania              |          |         |
| 224    | 10/10/2024 | Quarterback Arena,Lipsia           | Germania (bandiera)                                  | Germania              |          |         |
| 225    | 11/10/2024 | Atlas Arena,Łódź                   | Polonia (bandiera)                                   | Polonia               |          |         |
| 226    | 13/10/2024 | Arena Brno, Brno                   | Rep. Ceca (bandiera)                                 | Repubblica Ceca       |          |         |
| 227    | 14/10/2024 | BudapestAréna, Budapest            | Ungheria (bandiera)                                  | Ungheria              |          |         |
| 228    | 16/10/2024 | Stadio Tsirio, Limassol            | Cipro (bandiera)                                     | Cipro                 |          |         |
| 229    | 18/10/2024 | Ülker Sports Arena, Istanbul       | Turchia (bandiera)                                   | Turchia               |          |         |
| 230    | 4/11/2024  | Olympiahalle,Monaco di Baviera     | Germania (bandiera)                                  | Germania              |          |         |
| 231    | 6/11/2024  | Sparkasse Arena,Bolzano            | Italia (bandiera)                                    | Italia                |          |         |
| 232    | 8/11/2024  | Messequartier,Dornbirn             | Austria (bandiera)                                   | Austria               |          |         |
| 233    | 9/11/2024  | Mediolanum Forum,Assago            | Italia (bandiera)                                    | Italia                | 15.000   |         |
| 234    | 10/11/2024 | St. Jakobshalle,Basilea            | Svizzera (bandiera)                                  | Svizzera              |          |         |
| 235    | 12/11/2024 | Palau Sant Jordi,Barcellona        | Spagna (bandiera)                                    | Spagna                | 20.000   |         |
| 236    | 13/11/2024 | Palacio de Deportes,Murcia         | Spagna (bandiera)                                    | Spagna                | 9.000    |         |
| 237    | 15/11/2024 | Bizkaia Arena,Barakaldo            | Spagna (bandiera)                                    | Spagna                | 26.000   |         |
| 238    | 16/11/2024 | Coliseum,La Coruña                 | Spagna (bandiera)                                    | Spagna                | 11.000   |         |
| 239    | 18/11/2024 | WiZink Center, Madrid              | Spagna (bandiera)                                    | Spagna                | 17.000   |         |
| 240    | 19/11/2024 | Multiusos, Porto                   | Portogallo (bandiera)                                | Portogallo            |          |         |
| 241    | 20/11/2024 | Altice Arena, Lisbona              | Portogallo (bandiera)                                | Portogallo            | 20.000   |         |
| 242    | 23/11/2024 | Altice Forum, Braga                | Portogallo (bandiera)                                | Portogallo            | 12.000   |         |
| 243    | 24/11/2024 | Altice Arena, Lisbona              | Portogallo (bandiera)                                | Portogallo            | 20.000   |         |
| 244    | 6/12/2024  | Ski Opening Schladming             | Austria (bandiera)                                   | Austria               | 10.000   |         |
| 245    | 8/12/2024  | Aquatica, Calcutta                 | India (bandiera)                                     | India                 | 15.000   |         |
| 246    | 10/12/2024 | JN Stadium,Shillong                | India (bandiera)                                     | India                 | 40.000   |         |
| 247    | 12/12/2024 | Backyard Sports Club,Gurgaon       | India (bandiera)                                     | India                 | 15.000   |         |
| 248    | 13/12/2024 | Nesco,Mumbai                       | India (bandiera)                                     | India                 | 15.000   |         |
| 249    | 14/12/2024 | Terraform,Bangalore                | India (bandiera)                                     | India                 | 18.000   |         |
| 250    | 16/12/2024 | GMR Arena,Hyderabad                | India (bandiera)                                     | India                 | 12.000   |         |
| 251    | 17/12/2024 | Athletic Stadium, Bambolim         | India (bandiera)                                     | India                 | 11.000   |         |
| 252    | 19/12/2024 | Etihad Arena,Abu Dhabi             | Emirati Arabi Uniti (bandiera)                       | Emirati Arabi Uniti   |          |         |
| 253    | 20/12/2024 | QNCC, Doha                         | Qatar (bandiera)                                     | Qatar                 |          |         |
| 254    | 16/1/2025  | FIBES, Siviglia                    | Spagna (bandiera)                                    | Spagna                |          |         |
| 255    | 19/1/2025  | Pavelló San Lluís, Valencia        | Spagna (bandiera)                                    | Spagna                |          |         |
| 256    | 31/1/2025  | Wolfbrook Arena,Christchurch       | Nuova Zelanda (bandiera)                             | Nuova Zelanda         | 8.000    |         |
| 257    | 1/2/2025   | Wolfbrook Arena,Christchurch       | Nuova Zelanda (bandiera)                             | Nuova Zelanda         |          |         |
| 258    | 4/2/2025   | Spark Arena,Auckland               | Nuova Zelanda (bandiera)                             | Nuova Zelanda         | 13.000   |         |
| 259    | 6/2/2025   | Rod Laver Arena, Melbourne         | Australia (bandiera)                                 | Australia             | 14.000   |         |
| 260    | 7/2/2025   | AEC,Adelaide                       | Australia (bandiera)                                 | Australia             | 11.000   |         |
| 261    | 12/2/2025  | Qudos Bank Arena,Sydney            | Australia (bandiera)                                 | Australia             | 21.000   |         |
| 262    | 13/2/2025  | BEC,Brisbane                       | Australia (bandiera)                                 | Australia             | 13.500   |         |
| 263    | 15/2/2025  | Rod Laver Arena, Melbourne         | Australia (bandiera)                                 | Australia             | 14.000   |         |

## Concerti annullati
| Data     | Città | Nazione   | Sede      | Motivo |
| -------- | ----- | --------- | --------- | --- |
| 9/2/2025 | Perth | Australia | RAC Arena | Annullato a causa di un problema di approvvigionamento idrico esterno della Water Corporation alla RAC Arena. |

## Statistiche
| Nazione               | Concerti effettuati |
| --------------------- | ------------------- |
| Stati Uniti d'America | 53                  |
| Canada                | 39                  |
| Regno Unito           | 36                  |
| Spagna                | 13                  |
| Germania              | 12                  |
| Danimarca             | 9                   |
| Norvegia              | 7                   |
| Portogallo            | 7                   |
| India                 | 7                   |
| Australia             | 5                   |
| Italia                | 5                   |
| Sudafrica             | 5                   |
| Svezia                | 5                   |
| Austria               | 5                   |
| Giappone              | 4                   |
| Svizzera              | 4                   |
| Nuova Zelanda         | 3                   |
| Repubblica Ceca       | 3                   |
| Belgio                | 2                   |
| Emirati Arabi Uniti   | 2                   |
| Francia               | 2                   |
| Grecia                | 2                   |
| Irlanda               | 2                   |
| Irlanda del Nord      | 2                   |
| Messico               | 2                   |
| Paesi Bassi           | 2                   |
| Polonia               | 2                   |
| Bahrein               | 1                   |
| Bulgaria              | 1                   |
| Cipro                 | 1                   |
| Corea del Sud         | 1                   |
| Croazia               | 1                   |
| Estonia               | 1                   |
| Filippine             | 1                   |
| Finlandia             | 1                   |
| Indonesia             | 1                   |
| Lettonia              | 1                   |
| Lituania              | 1                   |
| Lussemburgo           | 1                   |
| Malaysia              | 1                   |
| Qatar                 | 1                   |
| Serbia                | 1                   |
| Slovacchia            | 1                   |
| Slovenia              | 1                   |
| Singapore             | 1                   |
| Thailandia            | 1                   |
| Turchia               | 1                   |
| Ungheria              | 1                   |

## Ospite speciale
- 22 settembre 2023, Vancouver, BC Place: (Everything I Do) I Do It for You con Chris Martin e H.E.R., per il Music of the Spheres World Tour dei Coldplay.[36]
- 31 dicembre 2024, Chorzów, Stadio della Slesia: Sylwestra z Dwójką (Concerto di fine anno)[37][38]